# Head Hunters
Head Hunters band – polska grupa muzyczna wykonująca muzykę z pogranicza nurtów rock, hardcore i grungecore, założona w Poznaniu w 1996 roku.

## Historia
Zespół zadebiutował na poznańskiej scenie muzycznej w 1996 roku. Jego nazwa zainspirowana została tytułem płyty Herbie Hancocka z 1973 roku. W pierwszych latach istnienia grupa wydała dwie kasety demo (Whats’up i Nails), grała wiele koncertów (między innymi na poznańskich juwenaliach) oraz występowała w kilku programach telewizyjnych i radiowych. W 1997 roku zespół zdobył główną nagrodę na Alternative Rock Festival w Lublinie. W 2000 roku postanowił własnymi siłami nagrać płytę pt. CODA, przez samych muzyków uważaną za najważniejszą w ich dorobku. W sumie, do 2012 roku Head Hunters nagrali 8 albumów.
W roku 2013 zespół dodał do nazwy Head Hunters, człon band. Teraz zespół funkcjonuje pod nazwą Head Hunters Band. W roku 2013 gościnnie do składu zespołu dołączył raper Myron Known As Him prosto z Las Vegas, razem z nim powstał klip i singiel „the end is the beginning”.

## Muzycy
- Marek „Ramas” Wojciechowski – gitara, śpiew
- Robert Zakrzewski – gitara
- Bartek Kilian – perkusja
- Puma – bass

## Dyskografia
- What’s up (1996)
- Nails (1997)
- My green eyes (1997)
- Noc Zapala Światła (1998)
- Poeta (1998)
- Nieopublikowany Materiał Dla Sony Music 1999/2000
- Coda (2000)
- Cień (2002)
- Kanniba ne Masta (2004)
- Koniec jest początkiem (2013)